# Latrodectus variolus
Latrodectus variolus is een spin uit de familie der kogelspinnen, die inheems is in Canada en de Verenigde Staten, voornamelijk in de staat Ohio en Michigan. De soort, die in het Nederlands wel aangeduid wordt als noordelijke zwarte weduwe, is familie van de beruchte zwarte weduwe en hoeft er niet voor onder te doen. Het neurotoxische gif van de L. variolus is gevaarlijk, maar zal zelden tot de dood lijden, omdat het gif in zeer kleine hoeveelheden wordt geproduceerd. Bij een beet treden zwellingen, spiercontracties en hevige jeuk op. Een tegengif en ook pijnstillers moeten zo snel mogelijk worden toegediend.

## Beschrijving
Een vrouwelijke spin bezit een zwart cephalothorax. Ook het abdomen is zwart met bovenaan 2 rode vlekken, in de vorm van twee driehoeken die met de punt net niet tegen elkaar zijn geplaatst. Dit in tegenstelling tot de Latrodectus mactans  waar de driehoeken als een soort zandloper met elkaar zijn verbonden. Het vrouwtje is 9 tot 11 mm groot (zonder de poten).
Mannetjes hebben 4 diagnonale wit-beige strepen aan beide zijden van het abdomen. Het mannetje is vrij klein en bereikt een lichaamslengte van 4 à 5 mm. Het abdomen is eerder afgeplat dan rond. Het abdomen is bol en zo groot als een erwt.